# Kléberson
José Kléberson Pereira (født 19. juni 1979 i Uraí, Brasilien) er en brasiliansk tidligere fodboldspiller. Han spillede gennem karrieren for blandt andet Bahia, Flamengo og Atlético Paranaense i hjemmelandet, Manchester United i England, Beşiktaş i Tyrkiet, samt på et kort udlån hos Philadelphia Union i USA.

## Landshold
Kléberson nåede i sin tid som landsholdsspiller (2002-2010) at spille 32 kampe og score 2 mål for Brasiliens landshold. Han fik sin debut den 31. januar 2002 i en kamp mod Bolivia. Han var med til at vinde guld ved VM i 2002 i Sydkorea/Japan, og deltog også ved VM i 2010 i Sydafrika.